# Hany Said
Hany Mohamed Said Gad (arab. هاني سعيد, ur. 22 kwietnia 1980 w Kairze) – egipski piłkarz grający na pozycji środkowego obrońcy.

## Kariera klubowa
Said piłkarską karierę rozpoczął w kairskim klubie Al-Ahly. W 1996 roku w wieku 16 lat zadebiutował w rozgrywkach pierwszej ligi. W 1997 i 1998 roku zdobywał z nim mistrzostwo Egiptu i były to jedyne sukcesy osiągnięte z tym klubem.
Latem 1998 Said wyjechał do Włoch i został zawodnikiem AS Bari. W sezonie 1998/1999 zaliczył tylko debiut, a na rundę wiosenną sezonu 1999/2000 został wypożyczony do szwajcarskiego drugoligowca AC Bellinzona. Latem 2000 wrócił do Bari, gdzie na ogół pełnił rolę rezerwowego. W 2001 roku spadł z nim z ligi i do stycznia 2003 występował w rozgrywkach Serie B. Następnie przez pół roku grał w Messinie, by latem 2003 podpisać roczny kontrakt z Fiorentiną i awansować z nią do Serie A. W sezonie 2004/2005 Said był piłkarzem belgijskiego RAEC Mons, z którym spadł z pierwszej ligi.
W 2005 roku Said wrócił do Egiptu i przez rok grał w drużynie Haras El Hodood. Latem 2006 trafił do Ismaily SC, gdzie grał do 2008 roku. W latach 2008–2011 występował w Zamaleku, a następnie został zawodnikiem Misr Lel-Makkasa SC. W sezonie 2012/2013 był wypożyczony do Smouha SC.

## Kariera reprezentacyjna
W reprezentacji Egiptu Said zadebiutował w 2000 roku. W 2002 roku wystąpił z Egiptem w Pucharze Narodów Afryki 2002 i dotarł z nim do ćwierćfinału. W marcu tamtego roku został przez FIFA zdyskwalifikowany na pół roku za używanie niedozwolonych środków podczas tamtego turnieju. W 2004 roku powrócił do kadry na Puchar Narodów Afryki 2004, ale 2 lata później nie pojechał na zwycięski dla Egipcjan turniej w Ghanie. W 2008 roku Hassan Shehata powołał go na PNA 2008.